# 실꾸리고둥과

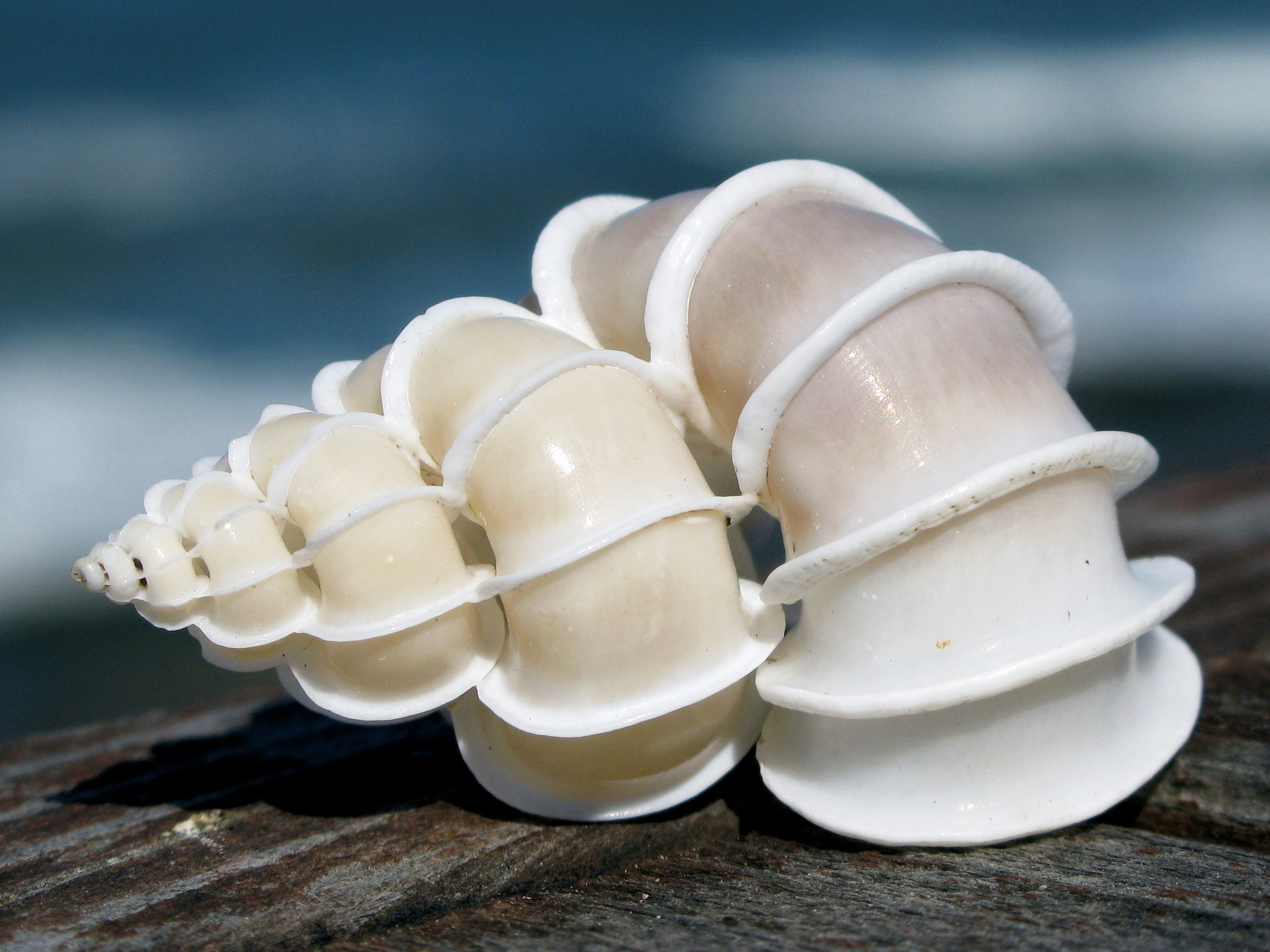

실꾸리고둥과는 복족강(Gastropoda)에 속하는 한 과(family), Epitoniidae Berry, 1910 (1812)를 칭하는 국명으로 외국에서는 흔히 wentletrap(네덜란드어에서 기원했으며 나선형 계단이라는 의미를 가진다)으로 불린다. 이 과에 속하는 대표적인 속으로는 Epitonium, Amaea, Acrilla, Cirostrema, 그리고 Opalia가 있다. 복족강에 속하는 과들 중에 상대적으로 많은 나층(층)을 가지며 굵은 종륵(세로 줄)이 층마다 반복적으로 나타나는 것이 특징이다. 2017년부터 보라고둥(Jathinidae)도 실꾸리고둥과에 속하게 되었다. 북극해, 남극해에서 열대지방까지 다양한 환경에서 서식하며 대부분이 포식자이나 다른 생물에 기생하는 종도 있다. 실꾸리고둥과에 속하는 많은 종들이 말미잘(sea anemone)과 생태학적으로 연관이 있다는 것이 알려진 사실이다. 전세계에 630종 정도 있는 것으로 추정되며 일본에는 140종 한국에는 45종 정도로 추정된다. 한국에서는 전 연안에 분포하지만, 종별로 많이 서식하는 지역이 다르며 고성, 태안, 보령, 고창, 제주도 등에서 찾아 볼 수 있다. 주로 조간대에서 깊은 바다의 모래나 자갈 사이에 서식한다.
한국의 분포하는 대표적인 실꾸리고둥과로는 긴실꾸리고둥(Epitonium stigmaticum (Pilsbry, 1911)), 갈색띠실꾸리고둥(Epitonium auritum (G. B. Sowerby II, 1844)), 각시실꾸리고둥(Amaea thielei (de Boury, 1913)) 등이 있다. 패류를 수집하는 수집가들 사이에서 정교하고 아름다운 패각으로 인기가 많은 과 중 하나이며, 가장 잘 알려진 실꾸리고둥으로는 열대지역에 서식하는(필리핀, 호주 등) Epitonium scalare가 있다. 지중해에 서식하는 잘 알려진 종으로는 Epitonium turtonis 와 Epitonium clathrus가 있으며 그 외에도 높은 가격을 자랑하는 Cirsotrema rugosum, Cirsotrema edgari, Sthenorytis pernobilis 등이 있다,